# Dị giáo phái trong văn hóa đại chúng

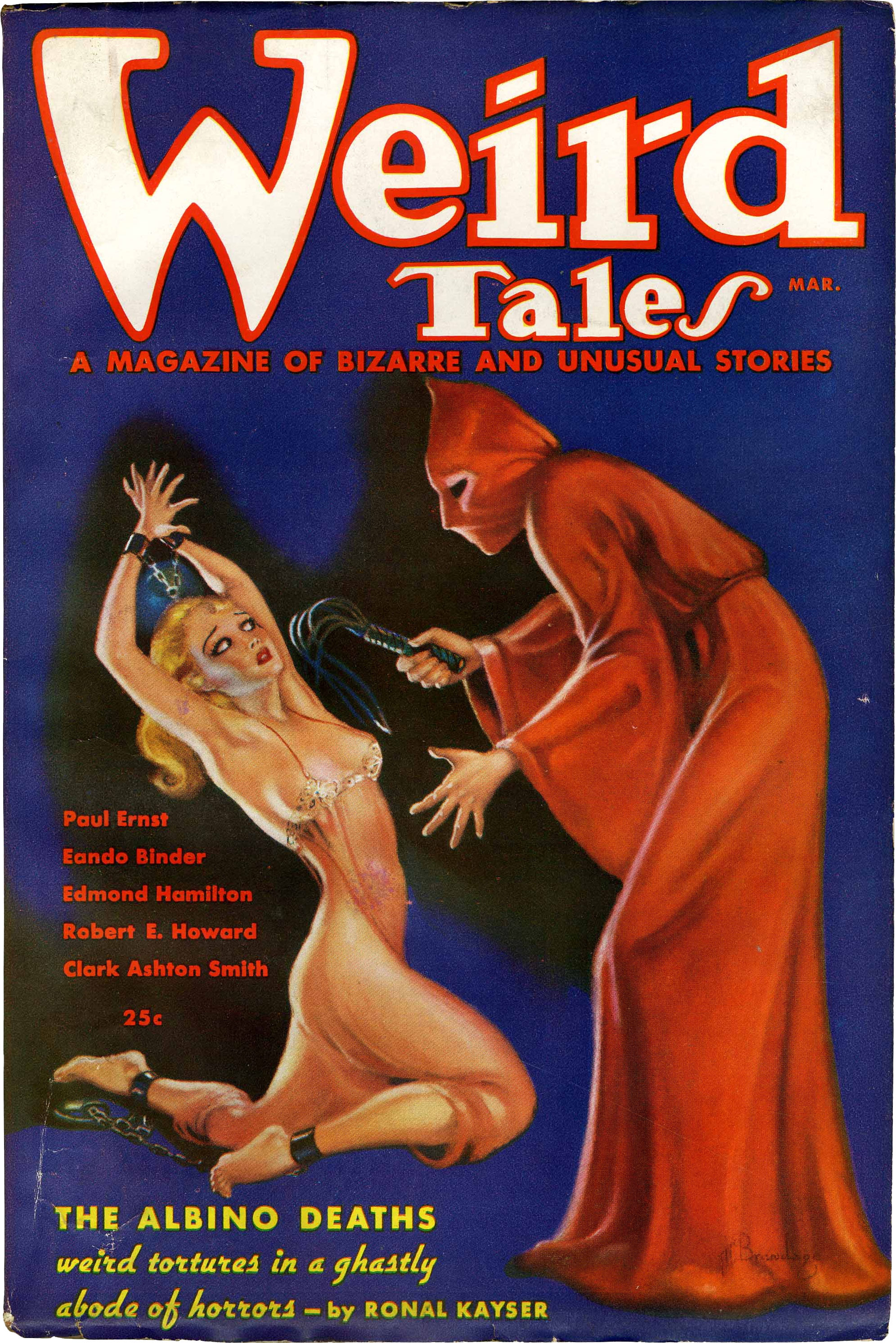
Truyện tranh Mỹ có cảnh về dị giáo phái

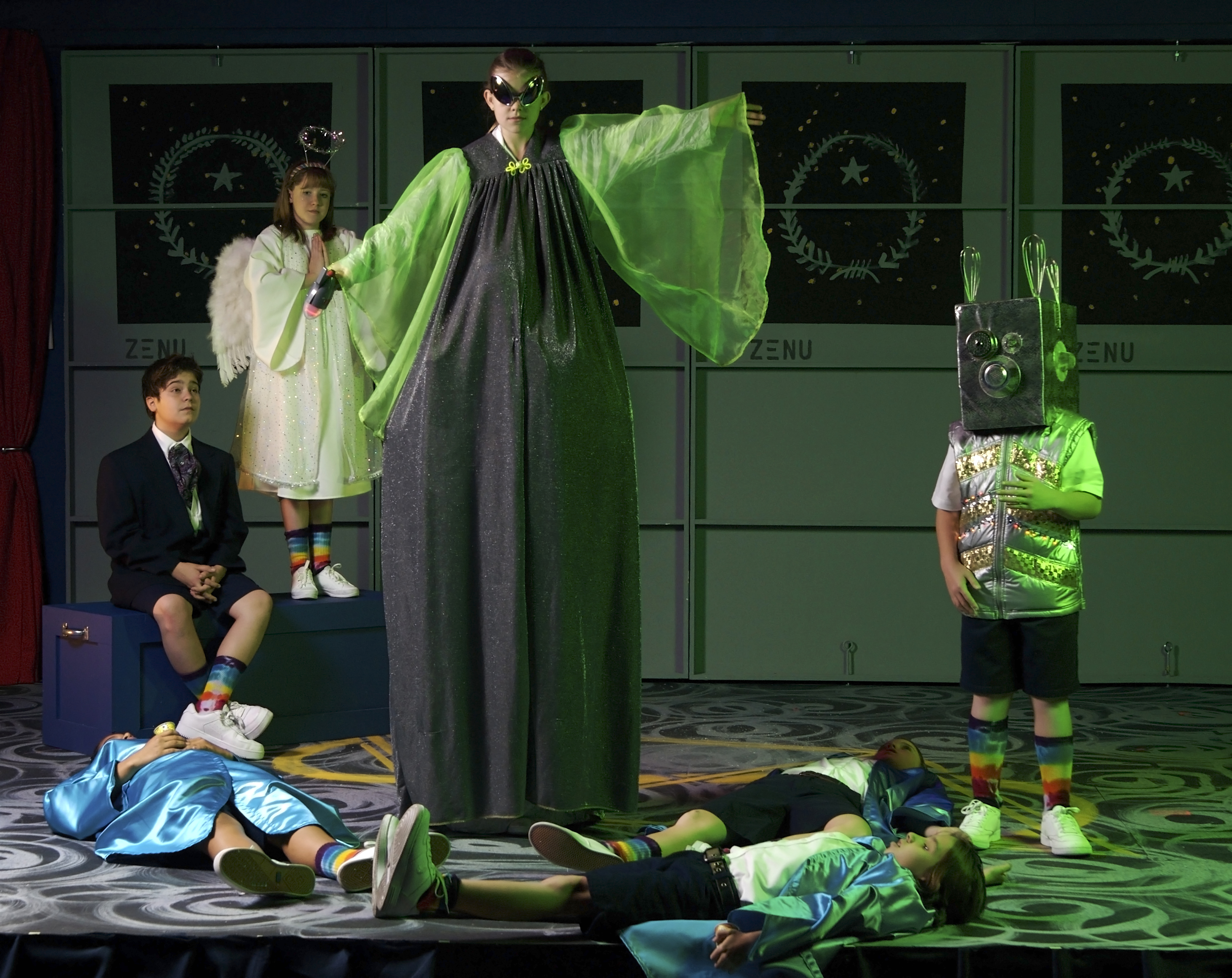
Vỡ diễn The Galactic Overlord của Khoa luận giáo

Dị giáo phái trong văn hóa đại chúng (New religious movements and cults in popular culture) là những phản ánh trong văn hóa đại chúng về dị giáo phái (dị giáo, tà giáo, các giáo phái cuồng giáo). Các phong trào và giáo phái tôn giáo mới ("đạo lạ") đã xuất hiện như những chủ đề hoặc đề tài, cảm hứng trong văn học và văn hóa đại chúng, trong khi những đại diện đáng chú ý của những nhóm giáo phái đó đã tự mình tạo ra, xuất bản ra một khối lượng lớn các tác phẩm văn học. Bắt đầu từ những năm 1700, các tác giả ở thế giới Anh ngữ bắt đầu giới thiệu các thành viên của "giáo phái" là những kẻ phản diện. Những người theo Satan giáo, các môn phái của phong trào Thánh hữu Ngày sau, Yakuza, Hội Tam Hoàng và nhóm Thuggee là những lựa chọn phổ biến cho vai phản diện. Trong thế kỷ XX, mối quan tâm về quyền lợi và cảm xúc của các nhóm tôn giáo thiểu số đã khiến các tác giả sáng tạo ra những giáo phái hư cấu để những kẻ phản diện của họ thuộc về nhóm ấy. Các giáo phái hư cấu tiếp tục phổ biến trên phim ảnh, truyền hình và trò chơi điện tử theo cách tương tự.

## Khái yếu
Phong trào tôn giáo mới (NRM) là một cộng đồng tôn giáo hoặc nhóm đạo đức, tâm linh hoặc triết học có nguồn gốc hiện đại, chúng có một vị trí ngoại vi trong nền văn hóa tôn giáo thống trị của quốc gia đó. NRM có thể có nguồn gốc mới lạ hoặc chúng có thể là một phần của một tôn giáo rộng hơn, trong trường hợp đó, chúng sẽ khác biệt với các giáo phái đã tồn tại từ trước. Các học giả tiếp tục cố gắng đạt đến các định nghĩa và xác định ranh giới. NRM có thể là một trong nhiều phong trào khác nhau, từ những phong trào có liên kết lỏng lẻo dựa trên các cách tiếp cận mới về tâm linh hoặc tôn giáo đến các doanh nghiệp cộng đồng yêu cầu mức độ tuân thủ nhóm đáng kể và một bản sắc xã hội tách biệt những người theo họ rời khỏi xã hội chính thống. Các học giả đã ước tính rằng số lượng NRM hiện nay lên tới hàng chục nghìn hội viên trên toàn thế giới. Hầu hết chỉ có một vài thành viên, một số có hàng nghìn và chỉ rất ít có hơn một triệu. Từ cuồng giáo trong cách sử dụng hiện nay là một thuật ngữ miệt thị để chỉ một phong trào tôn giáo mới hoặc nhóm khác có niềm tin hoặc thực hành bị cộng đồng xã hội coi là bất thường, lập dị, hoặc kỳ quái (dị giáo, dị đoan), thường không có định nghĩa rõ ràng hoặc nhất quán.

## Văn chương
Tác giả Dashiell Hammett có tác phẩm The Dain Curse (1929) có nội dung phần lớn câu đố bí ẩn xoay quanh Đền thờ Chén Thánh, một vòng tròn hư cấu ở California mà các nhân vật của Hammett liên tục mô tả là "dị giáo phái". Tác giả Hammett mô tả nó bắt đầu như một trò lừa đảo, mặc dù người lãnh đạo giả định bắt đầu tin vào những tuyên bố gian lận của chính mình. Tác giả A.E.W. Mason trong  cuốnThe Prisoner in the Opal (1928) đã viết về một trong những bí ẩn Inspector Hanaud của ông, mô tả việc vạch mặt một giáo phái thờ Satan. Tiểu thuyết gia người Ý Sibilla Aleramo trong tác phẩm Amo, dunque sono (Tôi yêu, vì vậy, tôi) (1927) đã miêu tả UR Group của Julius Evola là một nhóm kín và phong trào trí tuệ-bị ảnh hưởng mạnh mẽ từ thuyết Anthroposophy đã cố gắng hướng đạo cho Benito Mussolini. Aleramo mô tả nhân vật dựa trên người tình cũ Evola của cô là "vô nhân đạo, một kiến trúc sư băng giá với những lý thuyết lộn tùng phèo, viển vông, hung ác và đồi trụy" Aleramo dựa trên nhân vật anh hùng của mình là Giulio Parise người đã cố gắng lật đổ Evola ủng hộ Phát xít làm thủ lĩnh của vòng kết nối vào năm 1928 không thành công, dẫn đến Evola bố cáo rằng từ đó anh ta sẽ phát huy "sự thống nhất tuyệt đối về chỉ đạo" đối với các ấn phẩm trong vòng kết nối.
Nhà văn khoa học viễn tưởng Robert A. Heinlein đã viết hai cuốn tiểu thuyết đề cập đến các nhóm sùng bái hư cấu. Một nhân vật hàng đầu trong bộ truyện "Lịch sử tương lai" đầu tiên của ông (If This Goes On--, một tiểu thuyết ngắn xuất bản trong tuyển tập Cuộc nổi dậy năm 2100) kể về Nehemiah Scudder, một "nhà tiên tri" tôn giáo, trở thành nhà độc tài của Hoa Kỳ. Bằng sự thừa nhận của chính mình trong lời bạt, Heinlein đã bộc lộ vào cuốn sách này sự ngờ vực của mình đối với mọi hình thức tôn giáo chủ nghĩa chính thống, Ku Klux Klan, Đảng Cộng sản Mỹ và các phong trào khác ông coi là độc tài. Heinlein cũng nói trong lời bạt rằng ông đã nghĩ ra cốt truyện của những cuốn sách khác về Scudder, nhưng quyết định không viết chúng, một phần vì ông thấy Scudder quá khó chịu. Cuốn tiểu thuyết Người lạ ở vùng đất xa lạ của Heinlein có hai giáo phái: "Giáo hội Tân Khải Huyền của Dionysian, Fosterite" và "Giáo hội của mọi thế giới" của nhân vật chính Valentine Michael Smith. Heinlein đề cập đến động cơ và phương pháp của các nhà lãnh đạo tôn giáo một cách chi tiết.
Trong tác phẩm Sức mạnh ghê tởm đó thì C.S. Lewis mô tả Viện Thí nghiệm Phối hợp Quốc gia hay còn gọi là "NICE", một mặt trận gần như được chính phủ che giấu một loại giáo phái Ngày tận thế tôn thờ một cái đầu quái gở được giữ sống bằng phương tiện khoa học. Cuốn tiểu thuyết của Lewis đáng chú ý vì đã xây dựng bài diễn văn năm 1944 của ông "The Inner Ring". Tác phẩm thứ hai chỉ trích ham muốn thuộc về một bè phái hùng mạnh - một thất bại phổ biến của con người mà Lewis tin rằng đó là cơ sở khiến mọi người bị dụ dỗ vào các phong trào ham muốn quyền lực và lươn lẹo về mặt tinh thần. Trong tác phẩm Sweet Wild Wench của William Campbell Gault thì thám tử tư LA Joe Puma điều tra "Những đứa trẻ của Proton", một giáo phái hư cấu đã thu hút sự ủng hộ của con gái một doanh nhân giàu có. Gore Vidal đã viết cuốn Messiah mô tả sự trỗi dậy của Cavism, một tôn giáo mới phi thần học về việc chấp nhận cái chết triệt để, từ nguồn gốc của nó như một giáo phái bên lề cho đến sự tiếp quản cuối cùng của nó trật tự thế giới đã được thiết lập. Tiểu thuyết Kalki của Vidal, một cuốn tiểu thuyết khoa học viễn tưởng, kể lại việc một giáo phái nhỏ nhưng thông thạo về mặt khoa học đã giết chết toàn bộ loài người bằng chiến tranh vi trùng như thế nào.
Cuốn tiểu thuyết khoa học viễn tưởng nổi tiếng người Pháp Michel Houellebecq năm 2005, The Possibility of an Island, mô tả một nhóm nhân bản giống với giáo phái Raëlism. Robert Muchamore đã viết một cuốn sách dành cho thanh thiếu niên có tựa đề Divine Madness, kể về một giáo phái tôn giáo có số lượng thành viên đông đảo: các nhân vật chính của cuốn sách phải thâm nhập giáo phái phát hiện ra một âm mưu nham hiểm hắc ám. Cuốn tiểu thuyết Godless xoay quanh một thiếu niên thành lập một giáo phái tôn giáo thờ tháp nước của quê hương mình. Nhà thông thiên học người Nga là Helena Blavatsky người đã sáng lập Thông Thiên giáo, đã viết cuốn Isis Unveiled (1887) và The Secret Doctrine/Học thuyết bí mật (1888), và có ảnh hưởng văn hóa và trí tuệ to lớn vào cuối thế kỷ XIX và đầu thế kỷ XX, giúp kích thích phong trào dân tộc chủ nghĩa Ấn Độ, cận tâm lý học, thể loại văn học giả tưởng và phong trào Thời đại mới. Bách khoa toàn thư về tưởng tượng mô tả hai cuốn sách lớn của bà là "những kho tàng khổng lồ, hấp dẫn về thần thoại, truyện cổ tích, suy đoán, bịa đặt và lường gạt". Rudolf Steiner (1861–1925) người sáng lập Anthroposophy đã viết lách trong nhiều lĩnh vực khác nhau (tác phẩm sưu tầm của ông tổng cộng 350 tập) và ảnh hưởng đến những nhân vật như tiểu thuyết gia Herman Hesse và triết gia Owen Barfield. Nhật Bản thì có loạt truyện tranh Nijū-seiki Shōnen.

## Phim ảnh

Bộ phim Colonia (tình yêu thời bạo loạn)

Bộ phim Trốn thoát

Với sự ảnh hưởng trong văn hóa đại chúng, đặc biệt là lĩnh vực phim ảnh, phim truyền hình, điện ảnh, đề tài dị giáo phái đã có nhiều bộ phim về đề tài dị giáo phái hoặc liên quan đến dị giáo phái như:
- Alison's Birthday
- All the Colors of the Dark
- The Amityville Asylum
- The Amityville Playhouse
- The Amityville Terror
- Ang Mga Kaibigan ni Mama Susan
- Aniara
- Apostle
- Armageddon Gospels
- Armour of God
- The Astrologer (1975)
- AUM: The Cult at the End of the World
- The Babysitter (2017)
- The Babysitter: Killer Queen
- Backwoods
- Bad Dreams
- Bad Times at the El Royale
- Batman: Soul of the Dragon
- The Believers
- The Birthday
- Black Christmas (2019)
- Black Noon
- Blessed (2004)
- Blood Cult
- The Blood on Satan's Claw
- Blood Orgy of the She-Devils
- Breath of Hate
- Brocéliande
- The Brotherhood of Satan
- Bryan Loves You
- Catch and Release (2018)
- Charlie Says (2018)
- Children of the Corn (1984)
- Children of the Corn II: The Final Sacrifice
- Children of the Corn III: Urban Harvest
- Children of the Corn IV: The Gathering
- Children of the Corn V: Fields of Terror
- Children of the Corn 666: Isaac's Return
- Children of the Corn: Revelation
- Clan of the White Lotus
- The Cliff
- Colonia (tựa Việt: Tình yêu thời bạo loạn hay Bạo loạn ở Colonia)
- Conan the Barbarian (1982)
- Crocodile (2000)
- Crowhaven Farm
- Cthulhu (2007)
- Cult of the Cobra
- Cult of One trong loạt phim truyền hình Sheena (2000)
- The Curse of the Moon Child
- Dagon
- Darkest Night
- Daughters of Satan
- The Deceivers
- The Devil's Hand
- The Devil's Rain
- The Disembodied
- Doctor Sleep: Ký ức kinh hoàng (2019)
- Drive Angry
- Drunken Master III
- The Empty Man
- End of Days
- The Endless
- Escaping the NXIVM Cult: A Mother's Fight to Save Her Daughter
- Eye of the Devil
- Faults
- The Final Sacrifice
- Freeway II: Confessions of a Trickbaby
- Fresh (2022)
- Get Out (tựa Việt: Trốn thoát)
- Ghoulies
- Ghoulies (phim truyền kỳ)
- The Girl in Room 2A
- God Is a Bullet
- God Is American
- Gunga Din
- Guyana Tragedy: The Story of Jim Jones
- Guyana: Crime of the Century
- Halloween: The Curse of Michael Myers
- Hard Rock Zombies
- The Hate That Hate Produced
- Help!
- Hereditary
- The Heretics (2017)
- Hollywood Chainsaw Hookers
- Holy Hell
- The House of the Devil
- The Hypothesis of the Stolen Painting
- I Drink Your Blood
- I Eat Your Skin
- Incantation
- Indiana Jones and the Temple of Doom
- Into the Homeland
- Invasion of the Blood Farmers
- The Invitation (2015)
- Jackals (2017)
- Jonestown: The Life and Death of Peoples Temple
- Jonestown: Paradise Lost
- Jug Face
- Kaboom
- Kristy
- Land of the Minotaur
- Legacy of Satan
- The Librarian: Quest for the Spear
- The Lodge
- The Long Night (2022), tựa Việt: Chân tướng trầm mặc
- Look What's Happened to Rosemary's Baby
- The Lords of Salem
- Love Me Deadly
- Low Blow
- Mandy (2018)
- Manos: The Hands of Fate
- The Mansion of Madness
- The Manson Massacre
- Martha Marcy May Marlene
- The Master (2012)
- Me and the Cult Leader
- Meat Market 2
- The Medium (2021)
- Midnight (1982)
- Midsommar (Ngày hạ chí)
- Miracle Valley
- Mother of Tears
- The Nameless
- Necromancy
- Night of the Demon
- Night of the Demon (1980)
- Night Terrors
- Night Train to Terror
- No Retreat... No Surrender... Si Kumander
- Octane
- Once Upon a Time in China II
- Once Upon a Time in China IV
- Once Upon a Time in Hollywood
- The Orbital Children
- The Other Lamb
- The Passion of Darkly Noon
- The Perfection
- A Place Called Dignity
- The Pyx
- Q (1982)
- Ready or Not (2019)
- Reaper
- Reboot Camp
- Ritual (2013)
- Ritual of Evil
- The Ritual (2017)
- Rosemary's Baby
- The Sacrament (2013)
- Satan's Children
- Satanic Panic
- Sembrando Libertad
- The Serpent Warriors
- The Seventh Victim
- Shriek of the Mutilated
- The Silence (2019)
- Silent Night, Deadly Night 4: Initiation
- Society
- Sound of My Voice
- Stitches (2012)
- The Stranglers of Bombay
- Sunghursh
- Suspiria
- Svaha: The Sixth Finger
- Synanon
- Teen Lust (2014)
- Thagini
- The Dazzled
- Them That Follow
- There Will Be Blood
- Thou Shalt Not Kill... Except
- The Three Mothers
- Through the Fire (1988)
- Ticket to Heaven
- To the Devil a Daughter
- Under the Silver Lake
- Chúng ta (2019): Tựa gốc Us
- Utopia (2003)
- V/H/S/2
- V/H/S/94
- V/H/S: Viral
- The Veil (2016)
- Virgin Witch
- Weirdsville
- What Still Remains
- The Whirlpool (2022)
- The Wicker Man
- The Wicker Man (2006)
- Willy's Wonderland
- The World's Greatest Sinner
- Wrong Turn (2021): Ngã rẽ tử thần
- Wrong Turn 6: Last Resort
- X-Cross
- Young Sherlock Holmes
- Thất sơn tâm linh (tự gốc: Thiên Linh cái)

## Trò chơi
- Far Cry 5
- The Last of Us II
- Resident Evil 4
- Resident Evil 8 Village
- Rise of the Argonauts
- Blood II: The Chosen
- Aztec: The Curse in the Heart of the City of Gold
- Cult of the Lamb (Giáo phái của Cừu)